# Girl Next Door (groupe)
Pour les articles homonymes, voir The Girl Next Door.
Girl Next Door est un groupe de J-pop, formé en mars 2008 pour marquer le 20e anniversaire du label Avex Trax. Il est composé de la chanteuse Chisa, du clavieriste et compositeur Daisuke Suzuki (ex-membre du groupe Day After Tomorrow), et du guitariste Yūji Inoue. Le trio débute avec le single Gūzen no Kakuritsu, qui se classe 3e des ventes à l'oricon. Leurs 3 compilations sorties en novembre 2013 marquent leur dernière collaboration avant la séparation du groupe en décembre 2013.

## Membres
- Chisa (千紗?), née le 16 novembre 1985 (39 ans)
- Daisuke Suzuki (鈴木大輔, Suzuki Daisuke?), né le 27 octobre 1978 (46 ans)
- Yūji Inoue (井上裕治, Inoue Yūji?), né le 3 septembre 1978 (46 ans)

## Discographie

### Albums
1. Girl Next Door (24 décembre 2008)
2. Next Future (20 janvier 2010)
3. Destination (27 avril 2011)
4. Agaruneku! (アガルネク!?) (28 décembre 2011)
5. Life of Sound (13 mars 2013)

### Compilation
1. Single Collection (7 mars 2012)
2. Girl Next Door The Last ~Upper & Ballad Selection~ (20 novembre 2013)
3. Girl Next Door The Last ~A-Side Single Best~ (20 novembre 2013)
4. Girl Next Door The Last ~Album Collection~ (20 novembre 2013)
5. Girl Next Door The Last ~Premium Complete Box~ (20 novembre 2013)

### Singles
1. Gūzen no Kakuritsu (偶然の確率?) (3 septembre 2008)
2. Drive away / Shiawase no Jōken (幸福の条件?)(8 octobre 2008)
3. ESCAPE / Jōnetsu no Daishō (情熱の代償?) (19 novembre 2008)
4. Seeds of dream (15 avril 2009)
5. Infinity (10 juin 2009)
6. Be your wings / FRIENDSHIP / Wait for you (5 août 2009)
7. Orion (25 novembre 2009)
8. Freedom (16 juin 2010)
9. Ready to be a lady (13 octobre 2010)
10. Unmei no Shizuku ~Destiny's star~ / Hoshizora Keikaku (運命のしずく〜Destiny's star〜/星空計画?) (22 décembre 2010)
11. Silent Scream (13 avril 2011)
12. Dada Para!! (ダダパラ！！?) (7 septembre 2011)
13. Rock Your Body (19 octobre 2011)
14. Boogie-Woogie Night (ブギウギナイト?) (16 novembre 2011)
15. Signal (30 mai 2012)
16. All My Life (19 septembre 2012)
17. Standing for you (27 février 2013)